# Jednota Litewska

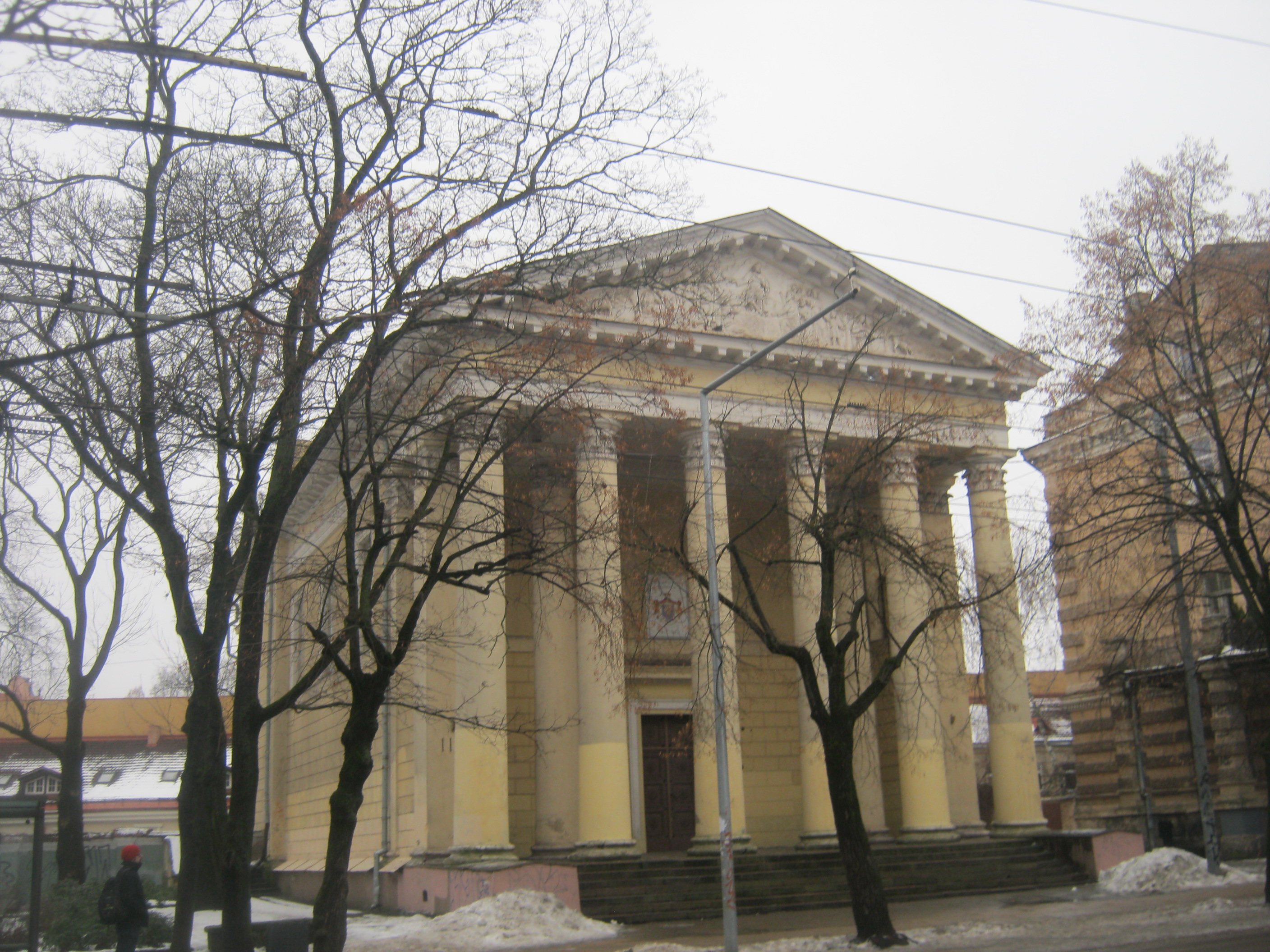
Kościół ewangelicko-reformowany w Wilnie, główna świątynia Jednoty Litewskiej

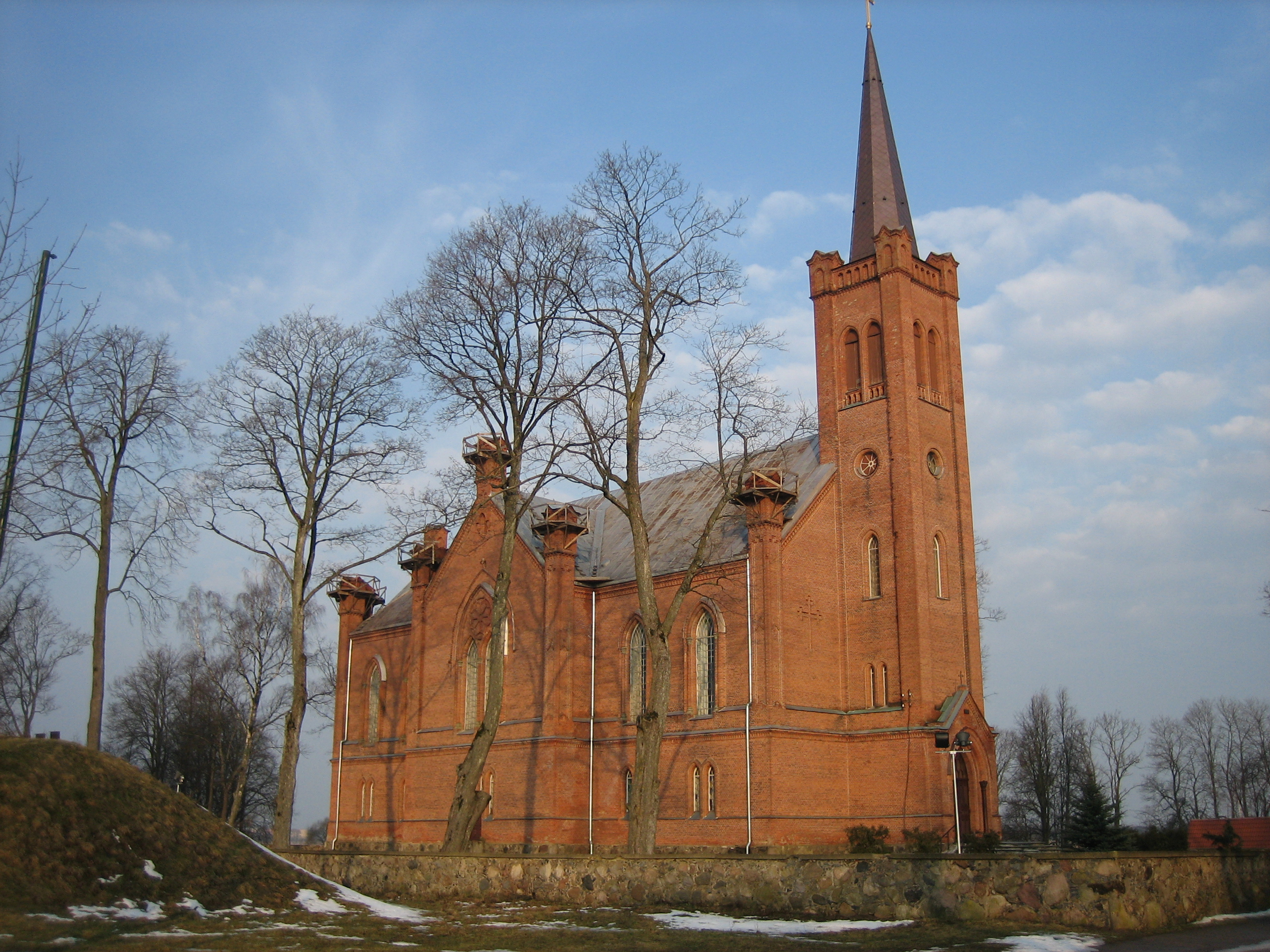
Kościół w Birżach, stolicy dystryktu żmudzkiego Jednoty Litewskiej

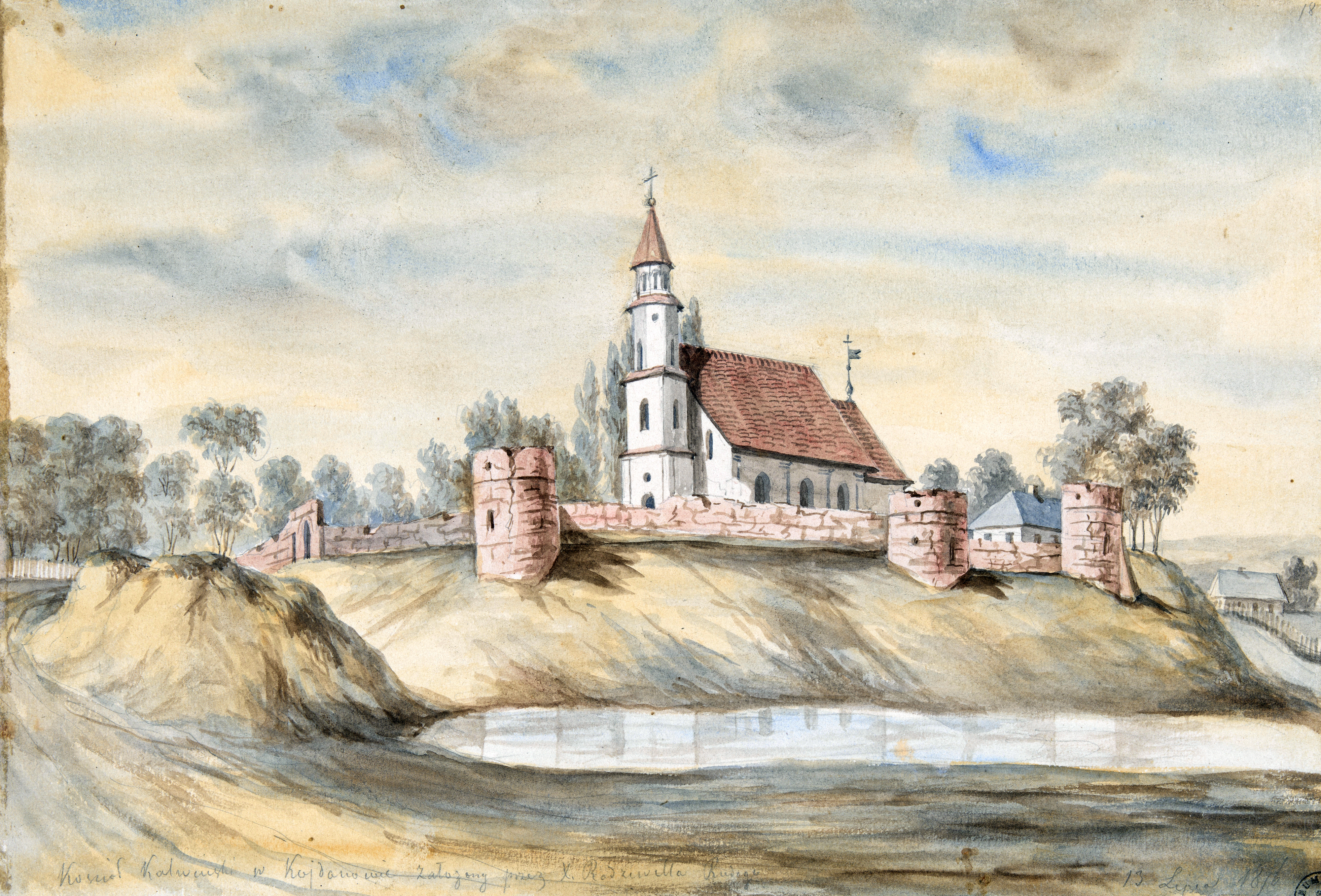
Kościół w Kojdanowie, stolicy dystryktu białoruskiego, na obrazie Napoleona Ordy z 1876 roku

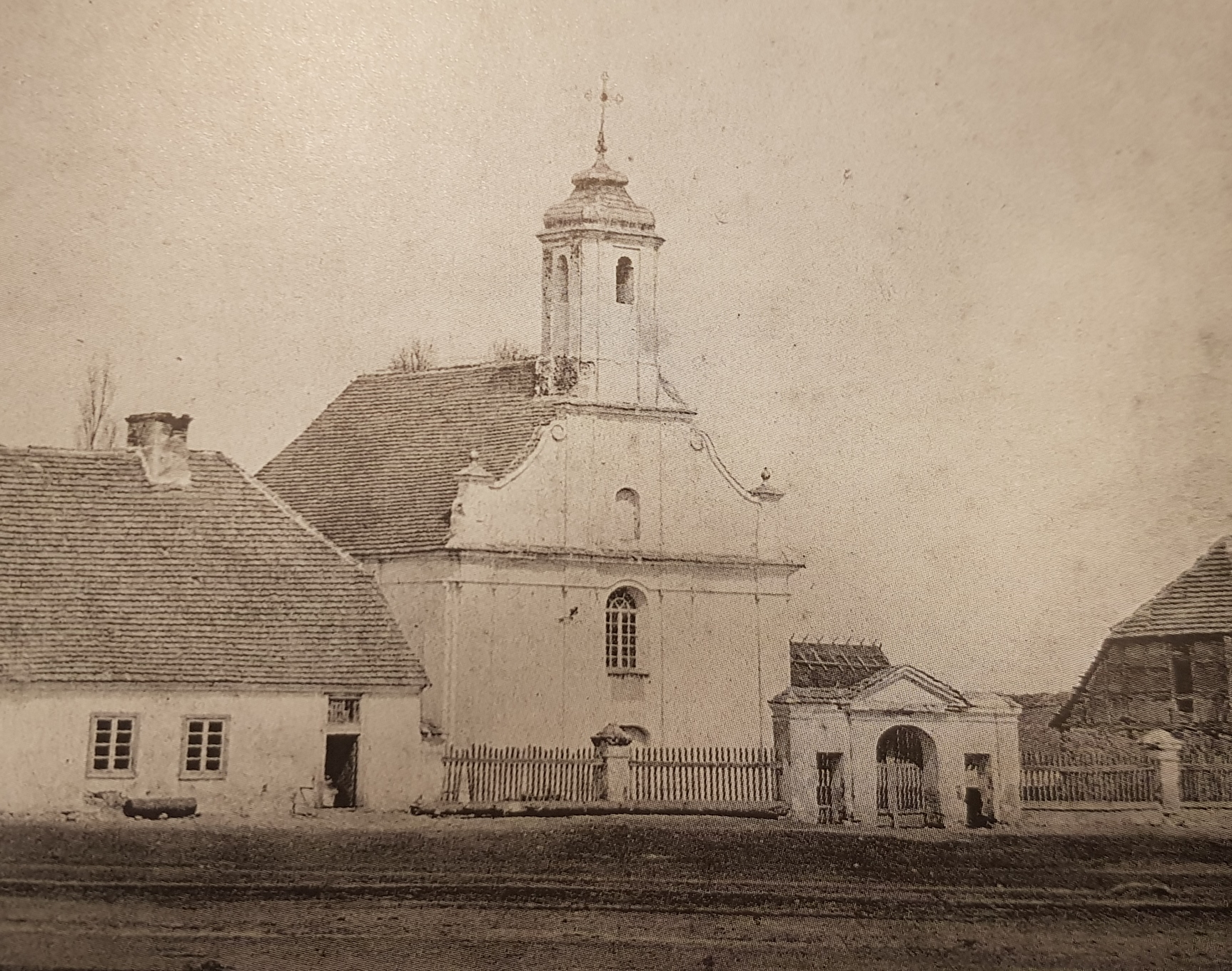
Zbór w Izabelinie w dystrykcie zaniemeńskim, początek XX wieku. Obecnie kościół katolicki

Jednota Litewska – Kościół ewangelicko-reformowany, działający od I połowy XVII wieku na terenach Wielkiego Księstwa Litewskiego, a po rozbiorach na tych obszarach, które zostały włączone do zaboru rosyjskiego. W 1918 roku, po odzyskaniu przez Polskę niepodległości, przekształcił się w Jednotę Wileńską. 

## Struktura organizacyjna
Najwyższą władzą Jednoty był zbierający się corocznie synod. Obrady początkowo odbywały się w różnych miastach będących stolicami dystryktów, jednak później niemal wyłącznie w Wilnie. Podstawą działania były prawa przyjęte w tzw. Agendzie Wielkiej z 1637 roku oraz zbiór uchwał synodalnych. 
Będący odpowiednikiem biskupów seniorzy (superindendenci), stojący na czele dystryktów, mieli do pomocy konseniorów (od końca XIX wieku zaprzestano mianować na to stanowisko). Ordynowanego przez synod pastora nazywano ministrem, księdzem lub kaznodzieją; dla proboszczów stosowano też określenie pierwszy pastor. Niższy był stopień diakona, pozostającego pod nadzorem pastora i uprawnionego do prowadzenia nabożeństw i nauczania katechizmu; byli to wyłącznie mężczyźni, w Jednocie Litewskiej nie było diakonis. Kolejnym i najniższym stopniem w hierarchii był lektor; byli to często kandydaci na duchownych jeszcze przed rozpoczęciem studiów. 
Kwestiami bieżącymi Jednoty zajmowało się Kolegium Kuratorów, w skład którego wchodzili wybierani dożywotnio kuratorzy świeccy oraz duchowni: urzędujący seniorzy oraz konseniorzy. 
Na synodzie w 1827 roku wprowadzono wymuszone przez władze carskie zmiany w strukturze organizacyjnej. Utworzono urząd superintendenta generalnego oraz konsystorz, nie miał on jednak władzy wykonawczej we wspólnocie, gdyż podejmowane przez niego uchwały były zatwierdzane przez Kolegium Kuratorów.  

### Superintendenci generalni
Superintendentami generalnymi (po wprowadzeniu tego urzędu w Jednocie Litewskiej) byli:
- 1832–1845 – Aleksander Aniszewski
- 1845–1854 – Rafał Downar
- 1855–1857 – Michał Reczyński
- 1857–1879 – Stefan Lipiński
- 1880–1881 – Jan Mandzelowski
- 1881–1891 – Konstanty Moczulski
- 1891–1893 – Józef Głowacki
- 1893–1902 – Andrzej Kader
- 1902–1919 – Wilhelm Mieszkowski

### Struktura terytorialna
W skład Jednoty Litewskiej wchodziły dystrykty: wileński, białoruski, zaniemeński (od 1825 grodzieński) i żmudzki, a do III rozbioru Polski, gdy z powodu przejęcia części ziem przez Prusy nastąpiła reorganizacja struktur Jednoty Litewskiej – podlaski.
W 1815 roku do poszczególnych dystryktów należały parafie w miejscowościach:
- dystrykt wileński: Wilno, Nowe Miasto, Dziewałtów
- dystrykt białoruski: Kojdanów, Mińsk, Kopyl, Kopyś, Słuck
- dystrykt zaniemeński: Bielica, Izabelin, Niepokojczyce-Jamna, Ostaszyn, Raśna
- dystrykt żmudzki: Birże, Kiejdany, Kielmy, Popiel, Radziwiliszki, Sołomieść, Szwabiszki

## Duchowieństwo i wierni
Większość pastorów Jednoty wywodziła się ze szlachty (w XIX wieku 70%) – na Litwie kalwinizm był zdominowany przez tę warstwę szlachecką. Pozostali, głównie z terenów Żmudzi, byli synami rzemieślników, rzadziej chłopów. Te proporcje uległy odwróceniu dopiero w wieku XX. Duża część duchownych pochodziła ze spowinowaconych „dynastii” pastorskich. 
Nabożeństwa były odprawiane głównie w języku polskim, ale także niemieckim (głównie dla sprowadzanych z Niemiec robotników majątków i manufaktur magnackich; także, za specjalnym zezwoleniem synodu, dla osób wyznania ewangelicko-augsburskiego) oraz litewskim – już od lat 80. XVII wieku w zborach żmudzkich obowiązywała dwujęzyczność. Wzrost liczby należących do wspólnoty Litwinów nastąpił w XIX wieku. W latach 80. XIX wieku powstały służące czeskim osadnikom na Wołyniu placówki Jednoty w Boratyniu, Kupiczowie i Michałówce.

## Szkolnictwo

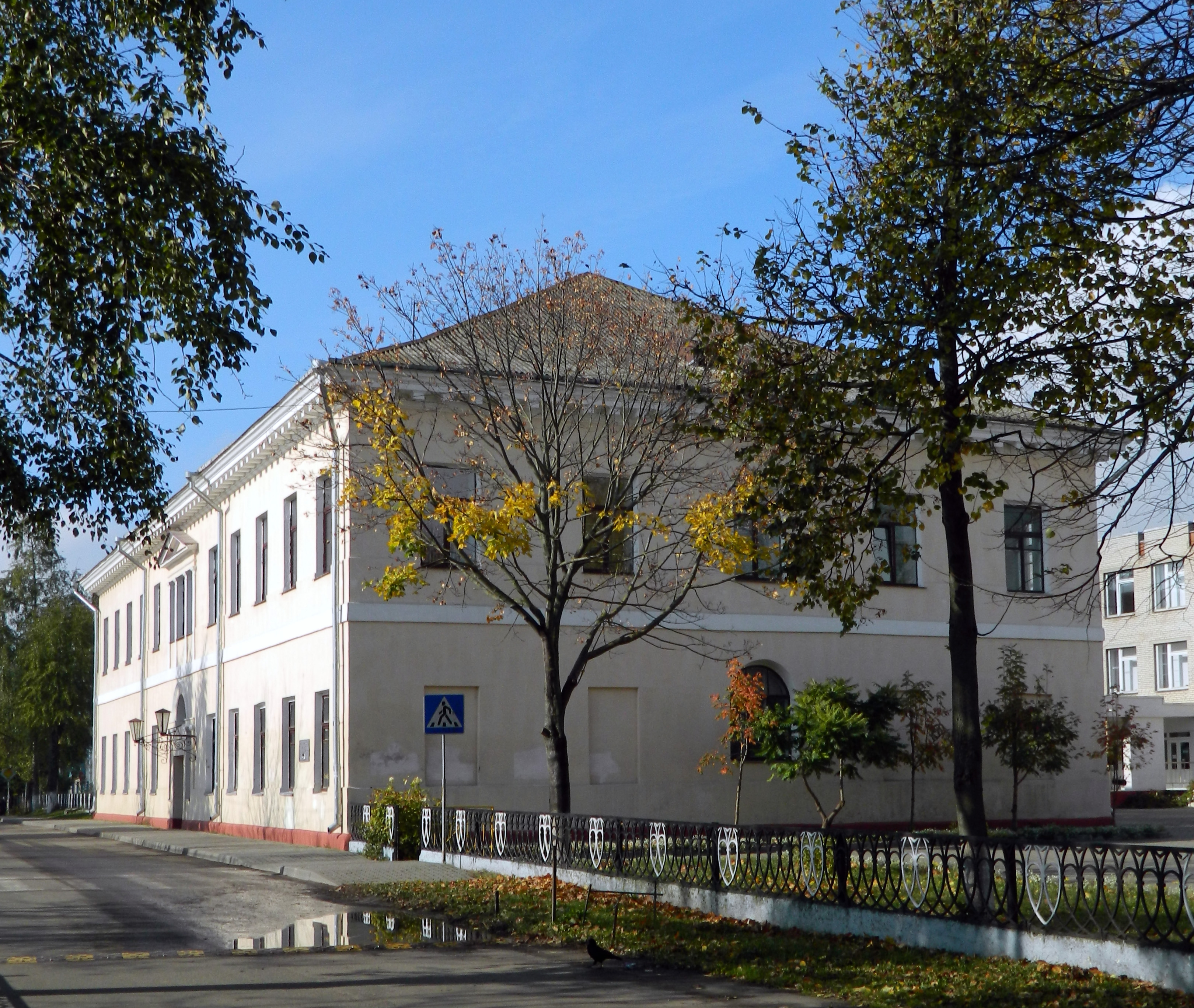
Budynek gimnazjum w Słucku

Przy zborach działały liczne szkółki, a przy większych parafiach – szkoły elementarne, w których mogły uczyć się także dziewczęta. Uczęszczali do nich głównie uczniowie obu wyznań ewangelickich, choć także katolicy; odnotowano również uczniów prawosławnych i wyznających judaizm. Jednota prowadziła także dwie szkoły stopnia średniego – gimnazjum w Słucku (funkcjonujące do I wojny światowej, choć w ramach represji po powstaniu styczniowym całkowicie odebrano synodowi Jednoty zarząd szkoły) oraz w Kiejdanach (działało do 1824). Wspólnota przeznaczała na szkolnictwo sporą część swoich funduszy (w 1817 ponad połowę). 
W 1654 roku w Zabłudowie utworzono seminarium, mające służyć także Jednocie Małopolskiej, jednak nie działało ono długo. 
Synod dysponował także kilkoma stypendiami na studia na uczelniach zagranicznych; ich liczba była różna w różnym czasie. Przyszli duchowni i nauczyciele mogli studiować m.in. na uniwersytetach w Lejdzie, Maburgu, we Frankfurcie nad Odrą oraz w Joachimsthalsches Gymnasium w Berlinie. Później, po zakazach kształcenia się poddanych rosyjskich za granicą, możliwości zostały mocno ograniczone i dostępny pozostał wpierw tylko uniwersytet w Królewcu, dzięki stypendiom Radziwiłłów i króla pruskiego, a potem uniwersytet w Dorpacie, jedyny w cesarstwie rosyjskim z wydziałem teologii ewangelickiej (od roku 1823 sześć stypendiów rządu rosyjskiego, od 1838 – cztery).